# 1983年の政治
1983年の政治（1983ねんのせいじ）では、1983年（昭和58年）の政治分野に関する出来事について記述する。

## できごと

### 1月
- 1月9日 - 中川一郎自殺。
- 1月12日 - 中曽根康弘首相、韓国を訪問し、全斗煥大統領と首脳会談。
- 1月16日 - グロムイコソ連外相、西独訪問。コール首相、ゲンシャー外相らと会談。
- 1月17日 - 趙紫陽中国首相、アフリカ11カ国訪問を終える。
- 1月19日 - 訪米中の中曽根康弘首相、「不沈空母」発言。
- 1月23日 - タイで共産ゲリラ投降。
- 1月26日 - ロッキード事件丸紅ルート裁判、論告求刑で検察が田中角栄元首相に懲役5年、追徴金5億円を求刑する。
- 1月28日 - 中国最高人民法院、死刑判決が下っていた江青らを無期懲役に減刑すると発表。

### 2月
- 2月5日 - 米ソ戦略兵器削減交渉（START）が、ジュネーヴで再開。
- 2月5日 - ナチス戦犯クラウス・バルビーが逮捕され、パリに移送される。
- 2月5日 - パラグアイ大統領選挙。ストロエスネル大統領が七選。
- 2月7日 - イラン軍大攻勢。イラク南東部へ侵入。
- 2月9日 - 田中角栄元首相に対する辞職勧告決議案が全野党から衆議院議長へ提出される。
- 2月11日 - アリエル・シャロンイスラエル国防相、1882年9月のパレスチナ難民虐殺事件の責任を取って辞任。後任にはモシェ・アレンス駐米大使。
- 2月15日 - 北朝鮮の労働新聞、金正日の権力継承路線を正当化する論説を発表。
- 2月22日 - ニコライ・チーホノフソ連首相とアンドレアス・パパンドレウギリシャ首相、ソ連・ギリシャ経済協力協定調印。
- 2月23日 - アンドロポフソ連共産党書記長、『コムニスト』誌上に経済論文発表。
- 2月24日 - インドのアッサム州で暴動。
- 2月25日 - 全斗煥韓国大統領、250人の政治家、知識人の政治活動規制を解除。金泳三、金鍾泌らは除外。
- 2月28日 - 米、エルサルバドル援助を増額。

### 3月
- 3月5日 - オーストラリア総選挙で、野党労働党が勝利。
- 3月6日 - 西独総選挙で、キリスト教民主同盟、キリスト教社会同盟が244議席を獲得し勝利。緑の党は得票率5パーセントを越え、27人が当選。
- 3月7日 - インド、ニューデリーで第7回非同盟諸国首脳会議。
- 3月8日
  - 対米武器供与で政府見解提出。
  - レーガン米大統領、アメリカ全国福音派協会年次総会での演説でソ連を「悪の帝国」と表現。
- 3月9日 - ジンバブエのジョシュア・エンコモが亡命。
- 3月10日 - インドネシア国民協議会、スハルト大統領の四選を満場一致で決定。
- 3月14日 - 第二次臨時行政調査会（臨調、土光敏夫会長）が中曽根首相に最終答申を提出する。臨調は翌15日解散。
- 3月15日 - チャド、リビアとの国境紛争を国連安保理に提出。
- 3月21日 - フィンランド総選挙。与党社会民主党勝利。緑の党が初めて2議席獲得。* 3月23日 - レーガン米大統領、戦略防衛構想（SDI）演説。
- 3月24日 - ソ連タス通信、アンドレイ・グロムイコ外相の第一副副首相兼務を発表。
- 3月29日 - 米、ジュネーヴのINF交渉で、ゼロ・オプションに変わる暫定削減案を提案。翌30日ソ連は拒否。

### 4月
- 4月10日 - 第10回統一地方選挙（前半選挙）。
- 4月24日 - 第10回統一地方選挙（後半選挙）。
- 4月25日 - ポルトガル共和国議会選挙。

### 5月
- 5月8日 - サラリーマン新党正式結成。

ウィリアムズバーグ・サミットでの各国首脳

- 5月28日 - 第9回先進国首脳会議（ウィリアムズバーグ・サミット）開催。

### 6月
- 6月11日 - イギリス総選挙。サッチャー首相率いる保守党が大勝。一方、労働党は前回総選挙を大きく下回ったばかりでなく、得票率で第3党の「自由党・社会民主党連合」に2.2％差にまで詰め寄られるなど惨敗した。
- 6月18日 - 李先念が中華人民共和国主席に就任。
- 6月26日
  - 第13回参議院議員通常選挙。比例代表制がはじめて導入される。
  - イタリア総選挙

### 8月
- 8月21日 - フィリピン、マニラ空港でベニグノ・アキノ元上院議員暗殺。

### 9月
- 9月1日 - 大韓航空機撃墜事件。
- 9月7日 - 日本社会党の飛鳥田一雄委員長参議院選挙での敗北を理由に委員長を辞任。同日、後任の委員長に石橋政嗣衆議院議員が就任。

### 10月
- 10月9日 - ラングーン事件。
- 10月12日 - 東京地裁、ロッキード事件丸紅ルートの判決公判で、田中角栄元首相に対して懲役4年、追徴課税5億円の実刑判決。
- 10月25日 - グレナダ侵攻。
- 10月28日 - 田中角栄元首相と中曽根康弘首相が会談。

### 11月
- 11月9日 - レーガン米大統領訪日。

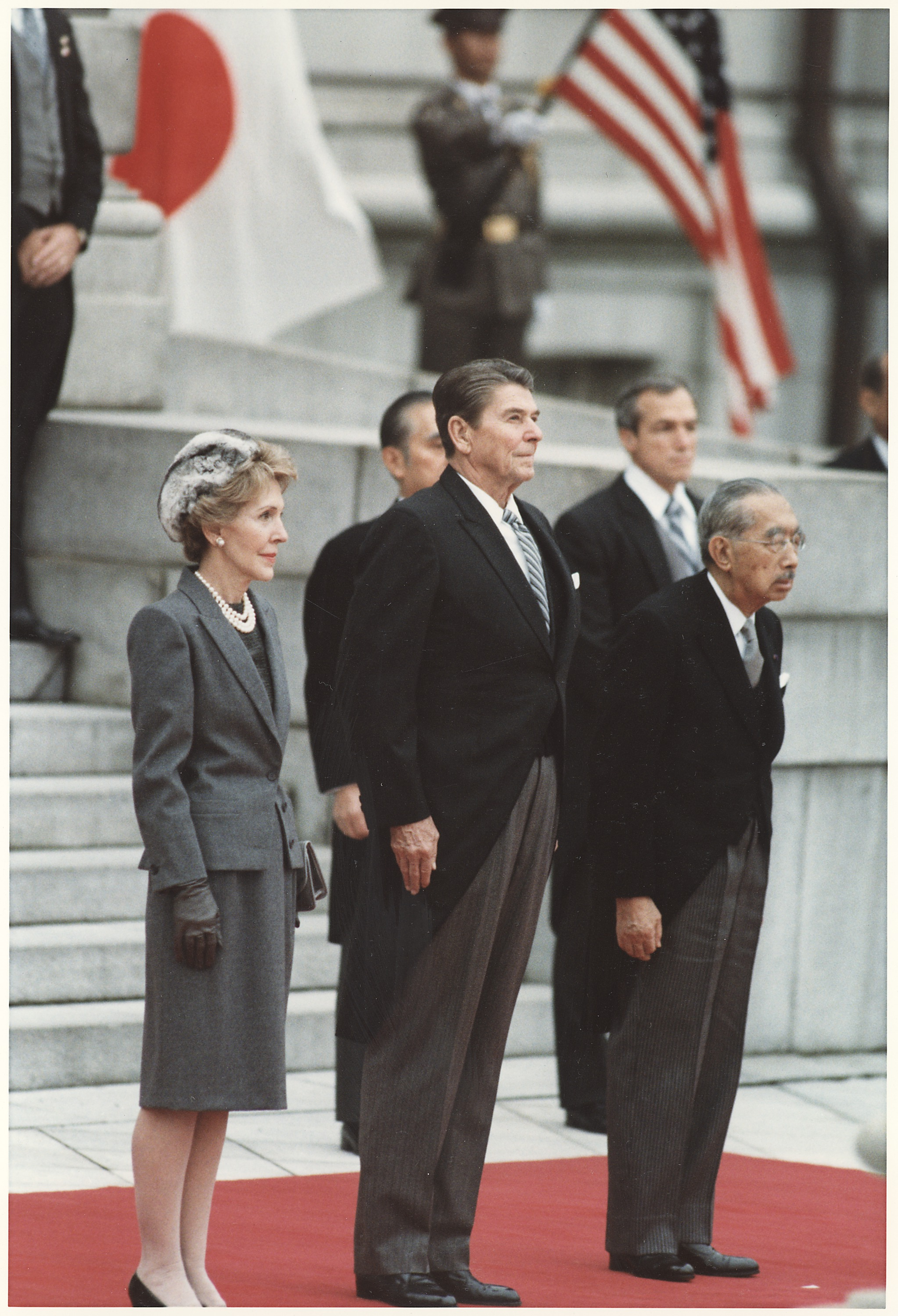
レーガン大統領来日

- 11月28日 - 衆議院解散（田中判決解散）。

### 12月
- 12月3日 - 中華民国で立法委員増額選挙実施。
- 12月15日 - 米軍、グレナダから撤退。
- 12月18日 - 第37回衆議院議員総選挙。自民党は250議席と公認候補のみでは単独過半数に届かない敗北。
- 12月26日 - 自民党と新自由クラブ、統一会派「自由民主党・新自由国民連合」を結成。
- 12月27日 - 自民党と新自由クラブの連立により第2次中曽根内閣成立。新自クからは田川誠一が自治大臣兼国家公安委員長として入閣。
- 12月31日 - ナイジェリアでクーデター。